# Hamilton Township (comté de Franklin, Pennsylvanie)
Pour les articles homonymes, voir Hamilton Township.
Hamilton Township est un township situé au centre du comté de Franklin, en Pennsylvanie, aux États-Unis,. En 2010, il comptait une population de 10 788 habitants.

## Démographie
Lors du recensement de 2010, le township comptait une population de 10 788 habitants. Elle est estimée, en 2018, à 11 084 habitants.